# Limonia pannonica
Limonia pannonica là một loài ruồi trong họ Limoniidae. Chúng phân bố ở miền Cổ bắc.